# U-47号潜艇 (1938年)
U-47号（德語：U 47）是纳粹德国战争海军建造的二十四艘VII-B型潜艇（或称U艇）之一。它由基尔的日耳曼尼亚船厂承建，于1938年10月29日下水，至同年12月17日交付使用。第二次世界大战期间，该艇曾执行过十次巡逻作战，共击沉包括英国战列舰皇家橡树号在内的31艘、击伤9艘同盟国或中立国舰船，累积总吨位达264,705吨，为二战王牌U艇之一。自1941年3月17日起，U-47号在冰岛南部的北大西洋失踪，艇内45名官兵全数推定为阵亡。

## 设计

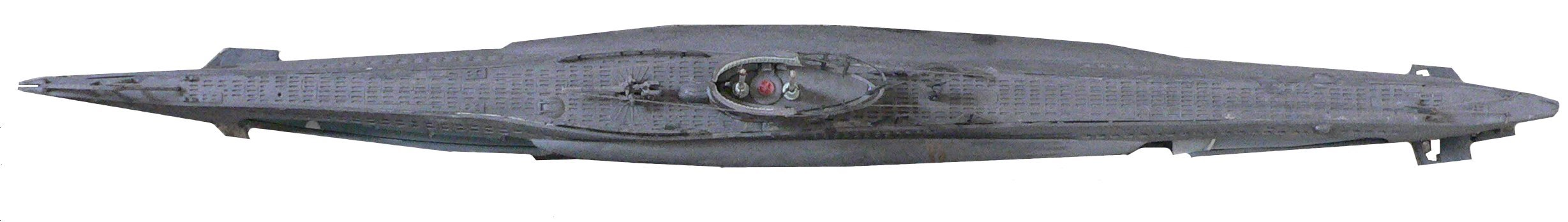
U-47号模型俯视图

由于原有VII-A型潜艇的燃料容量有限而导致航程不足，战争海军于1936年又设计建造了24艘VII-B型潜艇作为改进版。为了提高操纵性和转向性能，他们在两副螺旋桨后部设计了两片舵，并增大舵面面积。VII-B型艇的内部空间更大，因此可在外部鞍状水舱内多装载33吨燃油。这种燃料舱是“自动加注”的——当柴油不断被消耗时，海水也不断进入该水舱以补偿浮力。艇艏和艇艉还设有纵倾平衡水舱，通过调整两端水量来防止潜艇在水下可能产生的纵倾和横摇。作为VII-B型艇，U-47号的全长增加了两公尺，达到66.50米，舷宽6.20米、高9.5米，并有4.74米的吃水深度，水上和水下排水量分别为753吨和857吨。动力采用两台日耳曼尼亚生产的F46型六缸四冲程1,400匹公制馬力（1,000千瓦特）涡轮增压柴油机用于水面运行，以及两台AEG提供的GU 460/8-276型375匹公制馬力（280千瓦特）双作用电动发电机用于水下航行；水面最高航速17.2節（31.9每小時），水下8節（15每小時）；能够在水面以10節（19每小時）航速续航8,700海里（16,100），或以4節（7.4每小時）连续在水下航行90海里（170）而无需充电。
武器装备方面，U-47号装备有五具内置式鱼雷发射管——艇艏四具、艇艉一具。相较于VII-A型艇，其艇艉的鱼雷发射管设计在耐压壳体内部、两片舵之间，鱼雷可以由此向外发射。在轮机舱甲板下方还配备了用于艇艉的鱼雷装填系统，耐压壳体与甲板室之间一前一后还设计有外置鱼雷贮存装置，因此U-47号的鱼雷储备和发射能力也得以提升，可携带14枚G7型鱼雷或最多26枚TMA型水雷（TMB型则为39枚）。此外，该艇还搭载有一门配备220发弹药的88毫米35式速射炮以及一门配备1,195发弹药20毫米30式高射炮作为甲板炮。其标准船员编制为4名军官及40－56名水兵。

## 历史
1936年11月21日，海军造舰局根据《英德海军协定》的要求，正式将十一艘VII-B型潜艇（U-45至U-55号）的建造合同发包予基尔的日耳曼尼亚船厂。其中U-47号于次年2月27日开始铺设龙骨，建造序列为582。经过十八个月的建造，它于1938年10月29日下水，至同年12月17日在首度担任艇长的海军上尉京特·普里恩的指挥下交付使用。完成海试后，该艇加入驻基尔的“韦格纳”潜艇区舰队，先后担任作战艇和前线艇直至1939年12月31日。1939年5月至6月期间，U-47号也曾伙同U-39、U-45、U-46和U-51号一起参加了在北大西洋和比斯开湾的潜水和护航演练。当U艇编制于1940年1月1日重组时，它又继续在驻基尔和圣纳泽尔的第7潜艇区舰队担任前线艇，直至1941年3月7日失踪。此外，该艇自1939年10月14日起便在司令塔上漆有一副“喷鼻息的公牛”作为艇徽。该图案是由第一值更官恩格尔贝特·恩德拉斯在从斯卡帕湾执行任务返回时，根据二副阿梅隆·冯·瓦伦多夫将英国军港描述为斗牛场的言论启发而设计。当U-47号失踪后，根据时任区舰队司令赫伯特·佐勒的指示，该图案也成为整个第7区舰队的队徽。
第二次世界大战期间，U-47号曾执行过十次巡逻和一次狼群作战，共计击沉31艘、击伤9艘同盟国或中立国舰船，累积总吨位达264,705吨，这也使其成为战争中最为成功的U艇之一。

### 作战巡逻

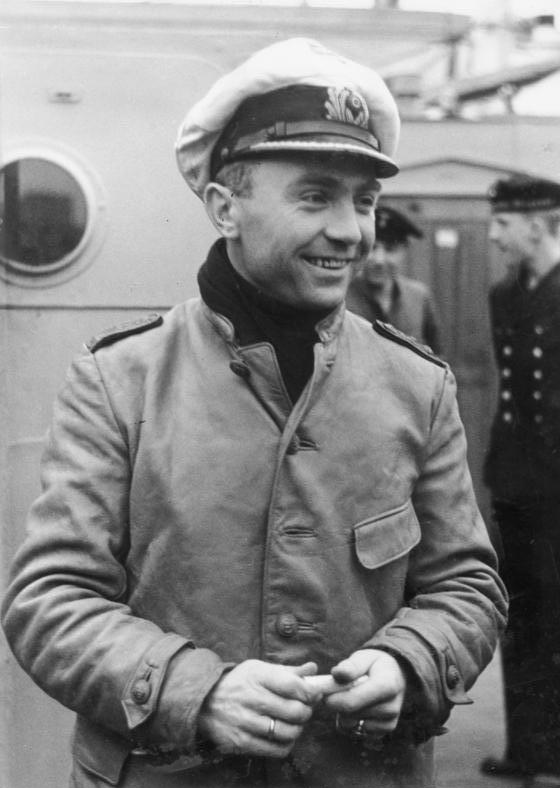
U-47号的唯一一任指挥官：王牌艇长京特·普里恩

#### 第一次巡邏
早在战争爆发前，U-47号便获先发制人地派遣出海，以便能够在战争开始后立即展开对敌作战。为此，普里恩于1939年8月19日12:00率艇从基尔出发执行首次巡逻，开启自己的王牌艇长之路，经威廉皇帝运河前往爱尔兰岛西南部的北大西洋游弋。当9月3日英国对德宣战后，该艇接到命令对英国船只发动攻击，但这天未能遇到任何敌人。次日，U-30号击沉英国远洋客轮雅典娜号的消息传到普里恩，同时他还接到了要严格遵守《潜艇议定书》的进一步命令。U-47号在战争中遇到的首艘船是一艘中立的希腊货船，普里恩检查了它，但获准无恙释放。而随后遇到的两艘中立船舶，普里恩甚至拒绝进行拦截。
9月5日黎明刚过，第一值更官恩德拉斯中尉便在奥特加尔角西北约120海里（220）处发现了黑暗中以“之字形”航行的英国货船波斯尼亚号（Bosnia）。08:15，普里恩浮出水面，用88毫米甲板炮开了一枪，试图拦截该船，但后者却突然增压加速，并开始用无线电发出警报（SSS）及其船名和位置。普里恩随即再发射四枚弹药，其中三发击中波斯尼亚号，促使船员弃船。U-47号向这些船员提供了援助，将他们带到潜艇上，并协助装好一艘在船员们逃跑时倾覆的救生艇。一艘挪威船只也抵达并接走所有幸存者。09:38，普里恩发射了一枚鱼雷，几乎立即击沉了这艘载有硫磺的船。波斯尼亚号就此成为继雅典娜号之后在战争中沉没的第二艘英国船舶，也是第一艘货船。次日14:18，U-47号又在奥特加尔角西北试图通过旗语截停无护航且无武装的另一艘英国货船里奥克拉罗号（Rio Claro），但即使在鸣炮警告后，该船仍发出了求救信号。甲板炮再向里奥克拉罗号的舰桥开了三炮，后者随即停止呼救，船员弃船并接受问讯。至14:40，普里恩送出“致命一击”，用一枚鱼雷将该船沉入海底。当U-47号官兵正在检查救生艇并确保幸存者有食物供应时，一架飞机出现，迫使潜艇紧急下潜离开了该地区。9月7日，普里恩在菲尼斯特雷角西北偏西约260海里（480）处遇到了英国货船加塔文号（Gartavon），并再次对其发起水面攻击。后者试图逃跑并广播了潜艇警报，引来更猛烈的火炮来袭。船上的桅杆和无线电天线都被摧毁，而当船员们登上救生艇时，船只改变了方向。令普里恩惊讶的是，加塔文号的部分船员正操纵该船起航，试图撞击潜艇，迫使他采取紧急措施进行规避。在避开了瘫痪的加塔文号之后，普里恩检查了救生艇，所有船员都幸免于难，但由于有人试图撞击，他拒绝了对方通过无线电求救。普里恩回到加塔文号，意图像对付以前的受害者一样完成致命一击，但鱼雷出现故障，他只得用甲板炮击沉了这艘满载铁矿石的货船。U-47号9月15日12:14返回基尔。此次任务结束后，该艇于9月16日至10月2日期间在日耳曼尼亚船厂进行大修。

#### 第二次巡邏：擊沉皇家橡樹號

U-47号進入斯卡帕灣的路徑

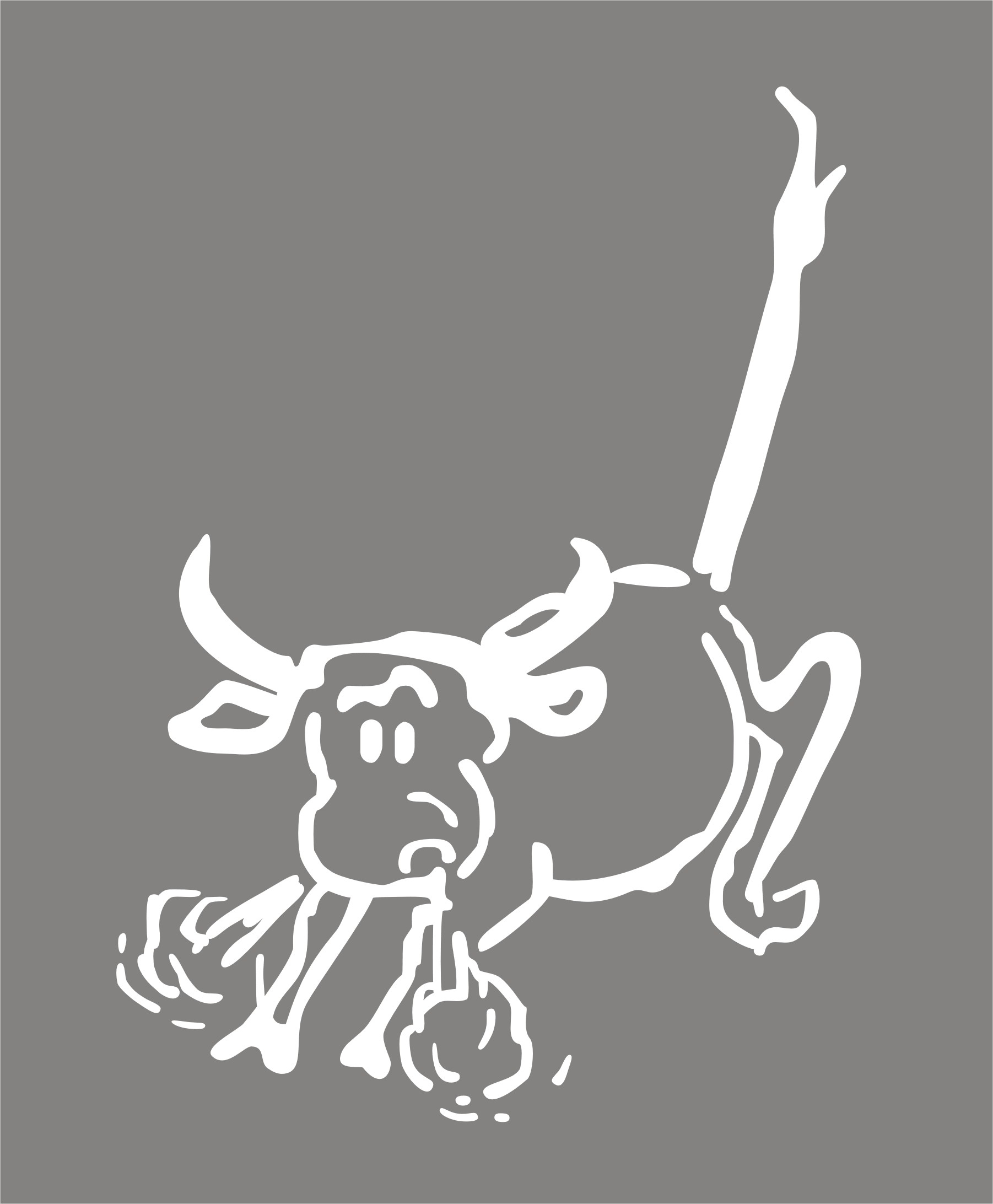
U-47号的艇徽：喷鼻息的公牛

第一次巡逻後，當時德國戰爭海軍U艇部队总司令的卡爾·鄧尼茲少将單獨會見普里恩，詢問他對於U艇進入斯卡帕灣的可能性。斯卡帕灣在蘇格蘭北方群島之間，由於灣面廣大，是英國皇家海軍用以控制北海以及在北部最主要的軍艦泊地。一战期间曾有U艇企圖進入灣區，但沒有生還。普里恩研究該地區後，再次會見鄧尼茲少将時，給予肯定答覆。10月8日，U-47号离开基尔执行第二次巡邏。離港後6天，该艇于10月13日至14日夜间克服重重障碍和艰难的航道条件，成功驶入英国斯卡帕湾军港。尽管英國本土艦隊的大多數的舰艇不在基地內，但普里恩仍然成功找到一个目標，即皇家橡樹號戰艦。U-47号当即于00:58向皇家橡樹號發射三枚魚雷，但前兩枚魚雷沒有擊中目標，仅切断了一条锚链。第三枚於01:04擊中皇家橡樹號，造成后者嚴重進水，但艦上官兵沒有想到是潛艇攻擊，以為只是溫度使彈藥爆炸。接着，皇家橡樹號舰体傾斜15度，U-47号隨即重新裝填三枚魚雷，再次發射。約十分鐘後再次擊中目標。第二轮魚雷齐射擊穿了軍艦裝甲，造成電力系統癱瘓並引爆彈藥舱，艦艇迅速被大火吞噬。開啟的舷窗则令舰体進水惡化，船身傾斜至45度。它在15分鐘內翻覆並沉沒，共造成833名官兵阵亡，其中包括身处舰上的第2战列分舰队司令、海軍中將亨利·布莱格罗夫。
九天后，U-47号于10月17日返抵威廉港。随即于10月24日至11月13日回到基尔的日耳曼尼亚船厂接受检修。在斯卡帕灣，這個一次大戰後被接收的德國軍艦集體自沉之地擊沉英軍戰艦一事，使U-47号返回德國後受到英雄式的接待，艇長普里恩隨後被稱為「斯卡帕灣之牛」（德語：Der Stier von Scapa Flow），并以“喷鼻息的公牛”为图作为艇徽漆在U-47号的司令塔上。在柏林举行了盛大的庆祝活动之后，德国元首阿道夫·希特勒接见了U-47号的船员，并为他们授勋，此役加深了前者對戰爭海軍的信賴以及可以無需入侵英國本土而迫使英國投降的想法。艇長普里恩上尉獲頒騎士鐵十字勳章，成為第一位獲頒該荣誉的U艇艇長，及第二位獲頒該勳章的海軍軍人。其餘船員則獲頒二级铁十字勋章。

#### 第三次巡邏
11月16日，U-47号在普里恩的指挥下离开基尔展开第三次巡逻。在穿过威廉皇帝运河并在布伦斯比特尔接收了G7e型鱼雷的点火装置后，他们来到奥克尼群岛附近的北大西洋和英吉利海峡以西游弋。十二天后，该艇曾在海上向英国巡洋舰诺福克号发射鱼雷，并造成近距射失损伤，迫使对方前往贝尔法斯特接受维修。是次巡逻期间，普里恩共击沉三艘商船，分别是12月5日在主教岩以西约150海里（280）处击沉、隶属OB-46号护航船队的英国货轮纳瓦索塔号（Navasota），12月6日在长船灯塔歼灭的挪威油轮布丽塔号（Britta），以及12月7日摧毁的荷兰货轮塔扬多恩号（Tajandoen）。在击沉纳瓦索塔号之后，护航的英国驱逐舰曾对其短暂发动了深水炸弹攻击，但U-47号得以成功逃脱，没有受到任何伤害。经过为期三十三天的冒险，该艇于12月18日返抵基尔。

#### 第四次巡邏
U-47号的第四次巡逻于1940年3月11日离开威廉港，至当月29日返航。在设得兰群岛和奥克尼群岛附近为期十八天的冒险中，普里恩仅击沉一艘中立国货船，即丹麦的布丽塔号（Britta）。它于3月25日凌晨04:30时被发现，并于05:19遭第一枚鱼雷击中。二十分钟后，货船再被U-47号发射的另一枚鱼雷击中前部，在苏尔岩西北约40海里（74）处缓缓沉没。

#### 第五次巡邏
为了支援入侵挪威的“威悉演习行动”，U-47号的第五次巡逻于4月3日从威廉港启程，驶入北海，这也是其第一次未能取得任何战功。它与U-37、U-38、U-48、U-49和U-50号共同组成第五潜艇集群，在设得兰群岛以东、沃格斯峡湾和特隆赫姆的作战区域游弋。4月17日，普里恩曾向英国战列舰厌战号发射了一枚鱼雷，但鱼雷没有命中目标或未能在撞击时引爆。附近的几艘护航驱逐舰随即试图用深水炸弹击沉潜艇，但U-47号得以成功逃脱，至4月26日返抵基尔。

#### 第六次巡邏
6月3日，普里恩率U-47号離開基爾执行第六次巡逻。穿过威廉皇帝运河并在布伦斯比特尔短暂停留后，该艇前往北大西洋、比斯开湾和英吉利海峡以西游弋。经过为期三十四天、水面行程5,150海里（9,540）、水下行程184海里（341）的航行后，它于7月6日返抵基尔，沿途共击沉8艘舰船。6月6日上午8时许，U-47号曾在设得兰群岛东南约100海里（190）处的北海从一艘橡皮艇上救出了三名德国飞行员。他们来自一架道尼尔Do-18型飞行艇，该飞行艇于两天前的16:20在与一架英国布倫亨式轟炸機的空战中被击落。
从6月12日至17日，U-47号曾主导参与“普里恩狼群”作战，目标是攻击从哈利法克斯驶向利物浦途中的HX-47号护航船队。其中在6月14日19:44，该船队中一艘掉队的英国货船巴尔莫勒尔伍德号（Balmoralwood）被U-47号的一枚艇艉鱼雷击中船舯部，两小时后在克利尔角西南约70海里（130）处沉没。一周后，即6月21日20:07，U-47号又在克利尔角西南偏南约50海里（93）处向HX-49号护航船队中部的一艘油轮发射一枚鱼雷，击中了英国籍的圣费尔南多号（San Fernando）。潜艇随后于20:08和20:10再发射两枚鱼雷，但无法观察到结果，因为它为规避一艘可能会相撞的船舶而潜入了100米的深度。普里恩推测他击中了两艘7,000吨级的轮船，但这在盟军的报告中没有得到证实。圣费尔南多号被拖船拖走，但延至翌日沉没。6月24日凌晨，在02:18和02:41两度施射鱼雷未果后，U-47号于02:48分在恶劣海况中利用甲板炮向无护航且无武装的巴拿马货船卡特琳号（Cathrine）开火。德国人共发射了113发炮弹，取得12发命中，使该船于五十二分钟后在距克利尔角西南偏西约190海里（350）处沉没。

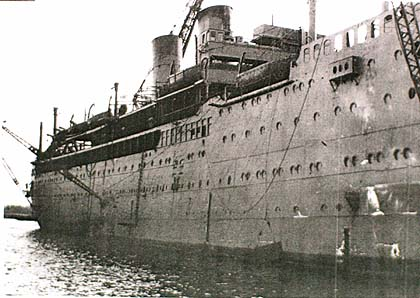
阿兰多拉星号远洋班轮于1940年7月2日沉没，是二战中遭U艇击沉的最大型舰船之一

6月27日03:38，无护航的挪威货船伦达号（Lenda）被U-47号用一枚鱼雷击中。接下来的二十分钟里，潜艇开始炮击该船，直到它起火。伦达号载着货物漂浮了一段时间，但最终在法斯耐特岩西南约160海里（300）处沉没。当日17:05，无护航且无武装的荷兰液货船莱蒂西亚号（Leticia）又在迈曾角西南偏西约150英里处遭到普里恩的炮火袭击。二十分钟后，U-47号停火，船员们得以登上两艘救生艇弃船。救生艇撤离后，潜艇再次炮击莱蒂西亚号，直到后者于18:11在50°09′N 13°46′W / 50.150°N 13.767°W处沉没。液货船的三管轮、四管轮和一名司炉未及离开，只能从船艉跳下水中。他们被U-47号救起，给了干衣服和烈酒，在接受询问后被安置上其他幸存者所在的救生艇。6月29日05:15，普里恩在法斯耐特岩西南约190海里（350）处用甲板炮的最后五发弹药拦截了无护航的英国货船帝国巨嘴鸟号（Empire Toucan）。潜艇于05:38再发射一枚鱼雷，击中货船船尾，将船体一分为二。翌日14:45，U-47号发射的一枚鱼雷击中中立的希腊货船乔治斯·基里亚基季斯号（Georgios Kyriakides）船头右舷，使之在克利尔角西南偏西约200海里（370）处覆灭。7月2日07:58，无护航的英国远洋班轮、容积总吨达15,501吨的阿兰多拉星号在马林角西偏北约125海里（232）处被普里恩发射的一枚鱼雷击中，随后在56°30′N 10°38′W / 56.500°N 10.633°W沉没，成为二战中遭U艇击沉的最大型舰船之一。

#### 第七次巡邏
为了能够从比斯开湾向大西洋出击，U-47号于8月27日从基尔启程执行第七次巡逻，前往德占法国。穿越波罗的海后，该艇经由赫布里底群岛以西的北大西洋航行。9月2日16:35，无护航的比利时客轮蒙斯城号（Ville de Mons）被普里恩在罗科尔东北部发射的三枚鱼雷之一击中，至17:01再遭遇致命一击后沉没。两天后，即9月4日01:28和01:29，U-47号在罗科尔西南约80海里（150）处向OA-207号护航船队的两艘船各发射了一枚鱼雷，并在没有进一步观察的情况下，宣称第一艘船在被击中船舯部12分钟内沉没、第二艘船的船艏也被击中。然而，事实上只有英国货轮泰坦号（Titan）被击中并沉没。
9月7日，U-47号奉命袭击从加拿大的悉尼驶向利物浦、由54艘船组成的SC-2号护航船队，并击沉了其中的4艘。首先遇袭的是英国货轮海王星号（Neptunian），尽管它躲过了03:36和03:45的两枚鱼雷，但仍旧于04:04在罗科尔西北被普里恩发射的第三枚鱼雷击中，并于7分钟后倾覆沉没。05:15，船队中的另一艘英国货船何塞·德·拉里尼亚加号（José de Larrinaga）又在大致相同的位置被遭U-47号的艇艉鱼雷击中，至11分钟后断成两截沉没。两次得手后，SC-2号船队改以“之字形”的规避航向行驶，但普里恩还是用一枚鱼雷击中了身处83号阵位的挪威货船格罗号（Gro）的左舷船舯部。其锅炉发生爆炸，热气喷涌而出，船体随即断成两截，于10分钟内沉没。此后U-47号继续尾随船队，但始终无法找到合适的攻击阵位。直到9月9日00:24，该艇才再向船队发射下一枚鱼雷，未能击中预定目标，但击沉了希腊货船波塞冬号（Possidon）。然后，普里恩不得不规避另一支船队，后者在相撞航向上驶近至仅50米，却没有注意到敌人。对SC-2号船队的攻击就此结束。
由于艇内仅余一枚鱼雷，U-47号在接下来的几天只能执行气象任务。9月20日黄昏，它在西部航道发现了正从哈利法克斯驶向利物浦的HX-72号护航船队，并在向总部报告后实施尾随，而U艇总司令部召集附近所有可用的潜艇前往施袭。翌日04:47，英国货船埃姆班克号（Elmbank）被U-99号的一枚鱼雷击中，落在了护航船队后方。大约06:00左右，潜艇开始炮击该船，共发射了88发炮弹，其中许多取得命中。至15:00后，U-47号也协助炮击已被遗弃的埃姆班克号，并将其点燃。最终，U-99号完成致命一击，使该船在冰岛南部沉没。经过为期三十天、水面行程5,103海里（9,451）、水下行程213海里（394）的航行后，U-47号于9月25日抵达德占法国的洛里昂。

#### 第八次巡逻
10月14日，U-47号在普里恩的率领下离开洛里昂，前往北大西洋、北海海峡和罗科尔浅滩执行第八次巡逻，至当月23日返回。在这次为期仅十天、水面行程2,113海里（3,913）、水下行程34海里（63）的航行期间，它共击沉4艘、击伤2艘英国商船，累计总吨位为35,142吨。10月19日，U-47号发现HX-79号护航船队，普里恩传送了一份发现报告并像以往一样实施尾随。该艇首先瞄准第二纵列的第二艘船乌干达号（Uganda），于22:27用一枚鱼雷将其击沉。23:31，第二纵列的第六艘船、载有石油的希拉克号（Shirak）又被U-47号的鱼雷击中，短暂起火并落在船队后方，船员弃船，随后由U-48号完成致命一击。十五分钟后，U-46和U-47号分别从同一侧向船队中的一艘船发射了一枚鱼雷，均报告命中，但据信只有后者击中了身处16号位的货船万德比号（Wandby）。该船正在执行处女航，并得益于其搭载的木材货物，一直漂浮至10月21日才沉没。20日午夜过后，普里恩分别于00:37和00:43再向HX-79号船队发射了一枚鱼雷，并报称击沉两艘船舶，但两枚鱼雷可能都击中并击沉了拉埃斯坦西亚号（La Estancia）。01:48，仍留在水面上的U-47号又用一枚鱼雷击中了身处船队尾部的惠特福德角号（Whitford Point），使之在罗科尔西南约90海里（170）处迅速沉没。满载糖蜜的液货船艾瑟君主号（Athelmonarch）是船队中最后一艘遭普里恩袭击的受害者，它于02:04被一枚鱼雷命中并受损，但仍可继续维持航行，至10月23日靠岸接受维修。

#### 第九次巡邏
普里恩的第九次巡逻于11月3日从洛里昂启程，同样是前往北大西洋和北海海峡以西搜寻盟军的护航船队。8日13:47，U-47号试图利用甲板炮截停中立国葡萄牙的货船贡萨洛·维利乌号（Gonçalo Velho）。该船放慢了速度，准备放下救生艇，但突然转向德国潜艇，所以后者又开了两枪示警，迫使货船立即停船。其中一枚炮弹击中船艉，造成轻微损伤，船长则带着船上的文件登上潜艇。一小时后，由于没有发现违禁品，它获准继续航行。12月2日04:09，无护航的比利时客轮阿尔隆城号（Ville d’Arlon）被U-47号发射的一枚鱼雷击中右舷船舯部，并在罗科尔西南约 250海里（460）处迅速沉没。该船原本位于HX-90号护航船队的71号阵位，但由于转向故障而掉队，并在遭到潜艇攻击时停了下来，可能是在进行维修。05:25，普里恩追上船队，并在布拉迪角以西约370海里（690）处发射一枚鱼雷击中英国油轮海螺号（Conch），使之掉队。至06:06，另一艘掉队的英国货船邓斯利号（Dunsley）又被U-47号的火炮击伤。潜艇共发射了十一发88毫米炮，命中五发。甲板货物起火，但在普里恩停止攻击后被船员扑灭。炮弹还损坏了船壳板、吊杆和桅杆。经过三十四天的航行，U-47号于12月6日最後一次進入法國洛里昂港。

#### 第十次巡逻：失踪

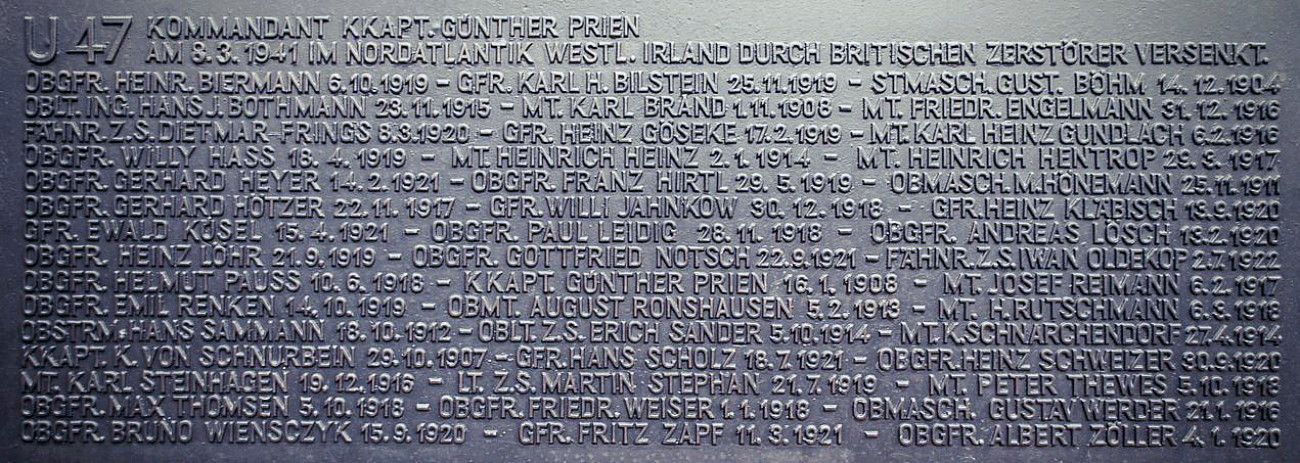
中U-47号官兵的纪念牌匾

U-47号在普里恩的指挥下于1941年2月20日离开洛里昂执行第十次巡逻，前往北大西洋游弋，从此再未归航。2月26日清晨，该艇向OB-290号护航船队发动袭击，并报告击沉了四艘22,000吨的货船。事实上，是比利时籍的卡松戈号（Kasongo）、瑞典籍的吕德布霍尔姆号（Rydboholm）和挪威籍的博格兰号（Borgland）被击沉，英国油轮迪亚拉号（Diala）则仅为受损。两天后，因早前被U-99号的一枚鱼雷击中而从HX-109号护航船队中掉队的英国货船霍尔梅拉号（Holmelea）又被U-47号的炮火击毁，进而在罗科尔西南部遭到致命一击而沉没。3月7日05:05，U-47号發射的两枚鱼雷在冰岛东南部击中OB-293号护航船队中的泰耶·维肯号（Terje Viken），它是当时全球最大的捕鲸母船。U-47号在此后便失去了联系。
长期以来，人们普遍认为U-47号是在是在愛爾蘭西部海域被英國驅逐艦狼獾号所击沉，因该舰于3月7日05:10攻击了一艘潜艇，恰好是U-47号最后一次以鱼雷袭击捕鲸母船的五分钟后。但战后的证据表明，狼獾号攻击的是U-A号潜艇，并导致后者严重受损。由于缺乏官方记录，对于U-47号实际情况的假设存在多种可能，包括触雷、機件故障、或因自身的魚雷引爆而沉没，但迄今尚无令人信服的解释。直到1941年5月23日，德国的《国防军公报》才报告称，普里恩少校（于1941年3月追授）率领的潜艇仍没有结束最后一次巡逻。它在出海时共有45名官兵，全数推定为阵亡。

## 袭击历史摘要
| 日期           | 船名                  | 船籍         | 吨位   | 结局及方位                                |
| -------------- | --------------------- | ------------ | ------ | ----------------------------------------- |
| 1939年9月5日   | 波斯尼亚号            | 英国         | 2,407  | 击沉于45°29′N 09°45′W / 45.483°N 9.750°W  |
| 1939年9月6日   | 里奥克拉罗号          | 英国         | 4,086  | 击沉于46°30′N 12°00′W / 46.500°N 12.000°W |
| 1939年9月7日   | 加塔文号              | 英国         | 1,777  | 击沉于47°04′N 11°32′W / 47.067°N 11.533°W |
| 1939年10月14日 | 皇家橡树号            | 英國皇家海軍 | 29,150 | 击沉于58°55′N 02°59′W / 58.917°N 2.983°W  |
| 1939年11月28日 | 诺福克号              | 英國皇家海軍 | 10,035 | 击伤                                      |
| 1939年12月5日  | 纳瓦索塔号            | 英国         | 8,795  | 击沉于50°43′N 10°16′W / 50.717°N 10.267°W |
| 1939年12月6日  | 布丽塔号              | 挪威         | 6,214  | 击沉于49°19′N 05°35′W / 49.317°N 5.583°W  |
| 1939年12月7日  | 塔扬多恩号            | 荷蘭         | 8,159  | 击沉于49°09′N 04°51′W / 49.150°N 4.850°W  |
| 1940年3月25日  | 布丽塔号              | 丹麦         | 1,146  | 击沉于60°00′N 04°19′W / 60.000°N 4.317°W  |
| 1940年6月14日  | 巴尔莫勒尔伍德号      | 英国         | 5,834  | 击沉于50°19′N 10°28′W / 50.317°N 10.467°W |
| 1940年6月21日  | 圣费尔南多号          | 英国         | 13,056 | 击沉于50°20′N 10°24′W / 50.333°N 10.400°W |
| 1940年6月24日  | 卡特琳号              | 巴拿马       | 1,885  | 击沉于50°08′N 14°00′W / 50.133°N 14.000°W |
| 1940年6月27日  | 伦达号                | 挪威         | 4,005  | 击沉于50°12′N 13°18′W / 50.200°N 13.300°W |
| 1940年6月27日  | 莱蒂西亚号            | 荷蘭         | 2,580  | 击沉于50°11′N 13°15′W / 50.183°N 13.250°W |
| 1940年6月29日  | 帝国巨嘴鸟号          | 英国         | 4,127  | 击沉于49°20′N 13°52′W / 49.333°N 13.867°W |
| 1940年6月30日  | 乔治斯·基里亚基季斯号 | 希腊         | 4,201  | 击沉于50°25′N 14°33′W / 50.417°N 14.550°W |
| 1940年7月2日   | 阿兰多拉星号          | 英国         | 15,501 | 击沉于55°20′N 10°33′W / 55.333°N 10.550°W |
| 1940年9月2日   | 蒙斯城号              | 比利时       | 7,463  | 击沉于58°20′N 12°00′W / 58.333°N 12.000°W |
| 1940年9月4日   | 泰坦号                | 英国         | 9,035  | 击沉于58°14′N 15°50′W / 58.233°N 15.833°W |
| 1940年9月7日   | 海王星号              | 英国         | 5,155  | 击沉于58°27′N 17°17′W / 58.450°N 17.283°W |
| 1940年9月7日   | 何塞·德·拉里尼亚加号  | 英国         | 5,303  | 击沉于58°30′N 16°10′W / 58.500°N 16.167°W |
| 1940年9月7日   | 格罗号                | 挪威         | 4,211  | 击沉于58°30′N 16°10′W / 58.500°N 16.167°W |
| 1940年9月9日   | 波塞冬号              | 希腊         | 3,840  | 击沉于56°43′N 09°16′W / 56.717°N 9.267°W  |
| 1940年9月21日  | 埃姆班克号            | 英国         | 5,156  | 击伤于55°20′N 22°30′W / 55.333°N 22.500°W |
| 1940年10月19日 | 乌干达号              | 英国         | 4,966  | 击沉于56°35′N 17°15′W / 56.583°N 17.250°W |
| 1940年10月19日 | 希拉克号              | 英国         | 6,023  | 击伤于57°00′N 16°53′W / 57.000°N 16.883°W |
| 1940年10月19日 | 万德比号              | 英国         | 4,947  | 击沉于56°45′N 17°07′W / 56.750°N 17.117°W |
| 1940年10月20日 | 拉埃斯坦西亚号        | 英国         | 5,185  | 击沉于57°N 17°W / 57°N 17°W               |
| 1940年10月20日 | 惠特福德角号          | 英国         | 5,026  | 击沉于56°38′N 16°00′W / 56.633°N 16.000°W |
| 1940年10月20日 | 艾瑟君主号            | 英国         | 8,995  | 击伤于56°45′N 15°58′W / 56.750°N 15.967°W |
| 1940年11月8日  | 贡萨洛·维利乌号       | 葡萄牙       | 1,595  | 击伤于52°30′N 17°30′W / 52.500°N 17.500°W |
| 1940年12月2日  | 阿尔隆城号            | 比利时       | 7,555  | 击沉于55°00′N 18°30′W / 55.000°N 18.500°W |
| 1940年12月2日  | 海螺号                | 英国         | 8,376  | 击伤于55°40′N 19°00′W / 55.667°N 19.000°W |
| 1940年12月2日  | 邓斯利号              | 英国         | 3,862  | 击伤于54°41′N 18°41′W / 54.683°N 18.683°W |
| 1941年2月26日  | 卡松戈号              | 比利时       | 5,254  | 击沉于55°50′N 14°20′W / 55.833°N 14.333°W |
| 1941年2月26日  | 迪亚拉号              | 英国         | 8,106  | 击伤于55°50′N 14°00′W / 55.833°N 14.000°W |
| 1941年2月26日  | 吕德布霍尔姆号        | 瑞典         | 3,197  | 击沉于55°32′N 14°24′W / 55.533°N 14.400°W |
| 1941年2月26日  | 博格兰号              | 挪威         | 3,636  | 击沉于55°45′N 14°29′W / 55.750°N 14.483°W |
| 1941年2月28日  | 霍尔梅拉号            | 英国         | 4,223  | 击沉于54°24′N 17°25′W / 54.400°N 17.417°W |
| 1941年3月7日   | 泰耶·维肯号           | 英国         | 20,638 | 击伤于60°00′N 12°50′W / 60.000°N 12.833°W |

### 脚注
1. ↑  Helgason, Guðmundur. . U-boat Patrols – uboat.net.   [2010-03-23]. （原始内容存档于2021-12-03）.
2. 1 2  Helgason, Guðmundur. . U-boat Operations. Uboat.net.   [2010-03-23]. （原始内容存档于2021-05-02）.
3. 1 2  加洛普，第72頁.
4. ↑  威廉生，第10頁.
5. 1 2  Gröner 1991，第43–44頁.
6. 1 2 3 4  . U-Boot-Archiv.   [2024-05-10]. （原始内容存档于2023-11-13）.
7. 1 2  Helgason, Guðmundur. . German U-boats of WWII - uboat.net.   [2024-05-10]. （原始内容存档于2022-11-29）.
8. ↑  Högel，第45頁.
9. ↑  Morgan & Taylor，第33頁.
10. 1 2  Helgason, Guðmundur. . German U-boats of WWII - uboat.net.   [2024-05-10]. （原始内容存档于2010-07-02）.
11. 1 2  Blair.
12. ↑  Helgason, Guðmundur. . German U-boats of WWII - uboat.net.   [2024-05-10]. （原始内容存档于2020-08-04）.
13. ↑  Helgason, Guðmundur. . German U-boats of WWII - uboat.net.   [2024-05-10]. （原始内容存档于2020-10-20）.
14. ↑  Helgason, Guðmundur. . German U-boats of WWII - uboat.net.   [2024-05-10]. （原始内容存档于2020-10-28）.
15. 1 2  Busch & Röll，第435–436頁.
16. 1 2 3  Helgason, Guðmundur. . U-Boat War in World War II. Uboat.net.   [2010-03-21]. （原始内容存档于2021-06-09）.
17. 1 2  . Scapa Flow. u47.net.   [2010-03-22]. （原始内容存档于2017-06-18）.
18. ↑  . Scapa Flow. u47.net.   [2010-02-28]. （原始内容存档于2021-11-16）.
19. ↑  Helgason, Guðmundur. . Allied Warships. Uboat.net.   [2024-05-14]. （原始内容存档于2016-05-01）.
20. ↑  Helgason, Guðmundur. . German U-boats of WWII - uboat.net.   [2024-05-11]. （原始内容存档于2022-12-04）.
21. ↑  Helgason, Guðmundur. . German U-boats of WWII - uboat.net.   [2024-05-11]. （原始内容存档于2022-09-25）.
22. ↑  Helgason, Guðmundur. . German U-boats of WWII - uboat.net.   [2024-05-11]. （原始内容存档于2022-12-05）.
23. ↑  Helgason, Guðmundur. . U-boat patrols. Uboat.net.   [2010-03-23]. （原始内容存档于2020-09-25）.
24. ↑  Helgason, Guðmundur. . U-boat patrols. Uboat.net.   [2010-03-26]. （原始内容存档于2020-09-27）.
25. ↑  Helgason, Guðmundur. . German U-boats of WWII - uboat.net.   [2024-05-12]. （原始内容存档于2022-10-02）.
26. ↑  Helgason, Guðmundur. . U-boat patrols. Uboat.net.   [2010-03-26]. （原始内容存档于2009-01-09）.
27. ↑  Helgason, Guðmundur. . U-boat patrols. Uboat.net.   [2010-03-26]. （原始内容存档于2021-01-17）.
28. ↑  Blair，第167頁.
29. ↑  Helgason, Guðmundur. . German U-boats of WWII - uboat.net.   [2024-05-12]. （原始内容存档于2023-02-01）.
30. ↑  Helgason, Guðmundur. . German U-boats of WWII - uboat.net.   [2024-05-12]. （原始内容存档于2022-12-06）.
31. ↑  Helgason, Guðmundur. . German U-boats of WWII - uboat.net.   [2024-05-12]. （原始内容存档于2022-09-30）.
32. ↑  Helgason, Guðmundur. . German U-boats of WWII - uboat.net.   [2024-05-12]. （原始内容存档于2023-06-01）.
33. ↑  Helgason, Guðmundur. . German U-boats of WWII - uboat.net.   [2024-05-12]. （原始内容存档于2023-12-06）.
34. ↑  Helgason, Guðmundur. . German U-boats of WWII - uboat.net.   [2024-05-12]. （原始内容存档于2022-09-30）.
35. ↑  Helgason, Guðmundur. . German U-boats of WWII - uboat.net.   [2024-05-12]. （原始内容存档于2021-11-30）.
36. ↑  Helgason, Guðmundur. . German U-boats of WWII - uboat.net.   [2023-11-23]. （原始内容存档于2020-05-29）.
37. ↑  Helgason, Guðmundur. . German U-boats of WWII - uboat.net.   [2024-05-12]. （原始内容存档于2023-09-24）.
38. ↑  Helgason, Guðmundur. . German U-boats of WWII - uboat.net.   [2024-05-12]. （原始内容存档于2022-12-05）.
39. ↑  Helgason, Guðmundur. . German U-boats of WWII - uboat.net.   [2024-05-12]. （原始内容存档于2023-02-08）.
40. ↑  Helgason, Guðmundur. . German U-boats of WWII - uboat.net.   [2024-05-12]. （原始内容存档于2022-12-01）.
41. ↑  Helgason, Guðmundur. . German U-boats of WWII - uboat.net.   [2024-05-12]. （原始内容存档于2023-12-06）.
42. ↑  Helgason, Guðmundur. . German U-boats of WWII - uboat.net.   [2024-05-12]. （原始内容存档于2022-12-01）.
43. ↑  Helgason, Guðmundur. . German U-boats of WWII - uboat.net.   [2024-05-12]. （原始内容存档于2022-12-01）.
44. ↑  Helgason, Guðmundur. . German U-boats of WWII - uboat.net.   [2024-05-12]. （原始内容存档于2023-09-25）.
45. ↑  Helgason, Guðmundur. . German U-boats of WWII - uboat.net.   [2024-05-12]. （原始内容存档于2020-10-28）.
46. ↑  Helgason, Guðmundur. . German U-boats of WWII - uboat.net.   [2024-05-12]. （原始内容存档于2023-02-01）.
47. ↑  Helgason, Guðmundur. . German U-boats of WWII - uboat.net.   [2024-05-12]. （原始内容存档于2021-01-22）.
48. ↑  Helgason, Guðmundur. . German U-boats of WWII - uboat.net.   [2024-05-12]. （原始内容存档于2023-06-02）.
49. ↑  Helgason, Guðmundur. . German U-boats of WWII - uboat.net.   [2024-05-12]. （原始内容存档于2023-02-08）.
50. ↑  Helgason, Guðmundur. . German U-boats of WWII - uboat.net.   [2024-05-12]. （原始内容存档于2023-02-01）.
51. ↑  Helgason, Guðmundur. . German U-boats of WWII - uboat.net.   [2024-05-12]. （原始内容存档于2020-10-31）.
52. ↑  Helgason, Guðmundur. . German U-boats of WWII - uboat.net.   [2024-05-12]. （原始内容存档于2020-09-21）.
53. ↑  Helgason, Guðmundur. . German U-boats of WWII - uboat.net.   [2024-05-12]. （原始内容存档于2020-08-04）.
54. ↑  Helgason, Guðmundur. . German U-boats of WWII - uboat.net.   [2024-05-12]. （原始内容存档于2020-10-28）.
55. ↑  Helgason, Guðmundur. . German U-boats of WWII - uboat.net.   [2024-05-12]. （原始内容存档于2023-06-05）.
56. ↑  Helgason, Guðmundur. . U-boat patrols. Uboat.net.   [2010-03-30]. （原始内容存档于2009-01-09）.
57. ↑  Helgason, Guðmundur. . German U-boats of WWII - uboat.net.   [2024-05-12]. （原始内容存档于2020-08-10）.
58. ↑  Helgason, Guðmundur. . German U-boats of WWII - uboat.net.   [2024-05-12]. （原始内容存档于2020-08-15）.
59. ↑  Helgason, Guðmundur. . German U-boats of WWII - uboat.net.   [2024-05-12]. （原始内容存档于2020-08-14）.
60. ↑  Niestlé，第215頁.
61. ↑  Helgason, Guðmundur. . U-boat patrols. Uboat.net.   [2010-03-31]. （原始内容存档于2008-09-05）.
62. ↑  Kemp，第68頁.

## 书目
- 阿兰·加洛普. . 由姚军翻译. 北京: 人民邮电出版社. 2015. ISBN 978-7-115-38985-5.
- 格登·威廉生.  （1）. 由雷韵、曹可飞翻译. 重庆: 重庆出版社. 2008. ISBN 978-7-5366-9835-2.
- Gröner, Erich; Jung, Dieter; Maass, Martin. . German Warships 1815–1945 2. 由Thomas, Keith; Magowan, Rachel翻译 (London: Conway Maritime Press). 1991. ISBN 0-85177-593-4.
- Högel, Georg.  5 Auflage. Hamburg: Koehlers Verlagsgesellschaft mbH. 2009. ISBN 978-3-7822-1002-7.
- Morgan, Daniel; Taylor, Bruce. . Seaforth Publishing. 2011. ISBN 978-1-84832-118-2.
- Blair, Clay. . Band 1: Die Jäger 1939-1942. München: Heyne. 1996. ISBN 3-453-12345-X.
- Busch, Rainer; Röll, Hans-Joachim. . 由Brooks, Geoffrey翻译. London, Annapolis, Md: Greenhill Books, Naval Institute Press. 1999. ISBN 1-55750-186-6.
- Niestlé, Axel. . London: Frontline Books. 2022  [2021-01-03]. ISBN 978-1-4738-3829-1. （原始内容存档于2021-01-03）.
- Kemp, Paul. . London: Arms & Armour. 1999. ISBN 1-85409-515-3.

## 外部連結
- u47.org （页面存档备份，存于）
- U-Boat Operations